# Megaraptor
Megaraptor là một chi khủng long, được Novas mô tả khoa học năm 1998.